# Arrondissement di Besançon
L'arrondissement di Besançon è un arrondissement dipartimentale della Francia situato nel dipartimento del Doubs, nella regione della Borgogna-Franca Contea.

## Storia
Fu creato nel 1800 sulla base dei preesistenti distretti. Nel 1926 vi fu integrato l'arrondissement soppresso di Baume-les-Dames. Nel 2009 il cantone di Pierrefontaine-les-Varans e il cantone di Vercel-Villedieu-le-Camp sono passati all'arrondissement di Pontarlier.

## Composizione
L'arrondissement è composto da 268 comuni raggruppati in 15 cantoni:
- cantone di Amancey
- cantone di Audeux
- cantone di Baume-les-Dames
- cantone di Besançon-Est
- cantone di Besançon-Nord-Est
- cantone di Besançon-Nord-Ovest
- cantone di Besançon-Ovest
- cantone di Besançon-Planoise
- cantone di Besançon-Sud
- cantone di Boussières
- cantone di Marchaux
- cantone di Ornans
- cantone di Quingey
- cantone di Rougemont
- cantone di Roulans